# Zeria strepsiceros
Zeria strepsiceros är en spindeldjursart som först beskrevs av Kraepelin 1899.  Zeria strepsiceros ingår i släktet Zeria och familjen Solpugidae.

## Underarter
Arten delas in i följande underarter:
- Z. s. nocturna
- Z. s. strepsiceros